# Мадура
Мадура (індонез. Pulau Madura) — острів у Малайському архіпелазі в складі Індонезії. Лежить біля північно-східного берега острова Ява, відділений від нього Мадурською протокою. Омивається Яванським морем і морем Балі Тихого океану. 2009 року сполучений з Явою мостом Сурамаду.
Площа — 4250 км², максимальна висота над рівнем моря — 471 м. Населення (станом на 2013 року, враховуючи населення прилеглих невеликих островів) — понад 3700000 осіб, більшість із яких становлять корінні жителі — мадурці.
Адміністративно належить до провінції Східна Ява. Найбільші населені пункти — Памекасан, Бангкалан, Сампанг, Суменеп — центри чотирьох однойменних округів (кабупатенів), на які розділена територія острова.
Історично основними заняттями остров'ян є скотарство і видобуток солі. Найвідоміша етнокультурна пам'ятка острова — гонки на биках.

## Фізико-географічна характеристика

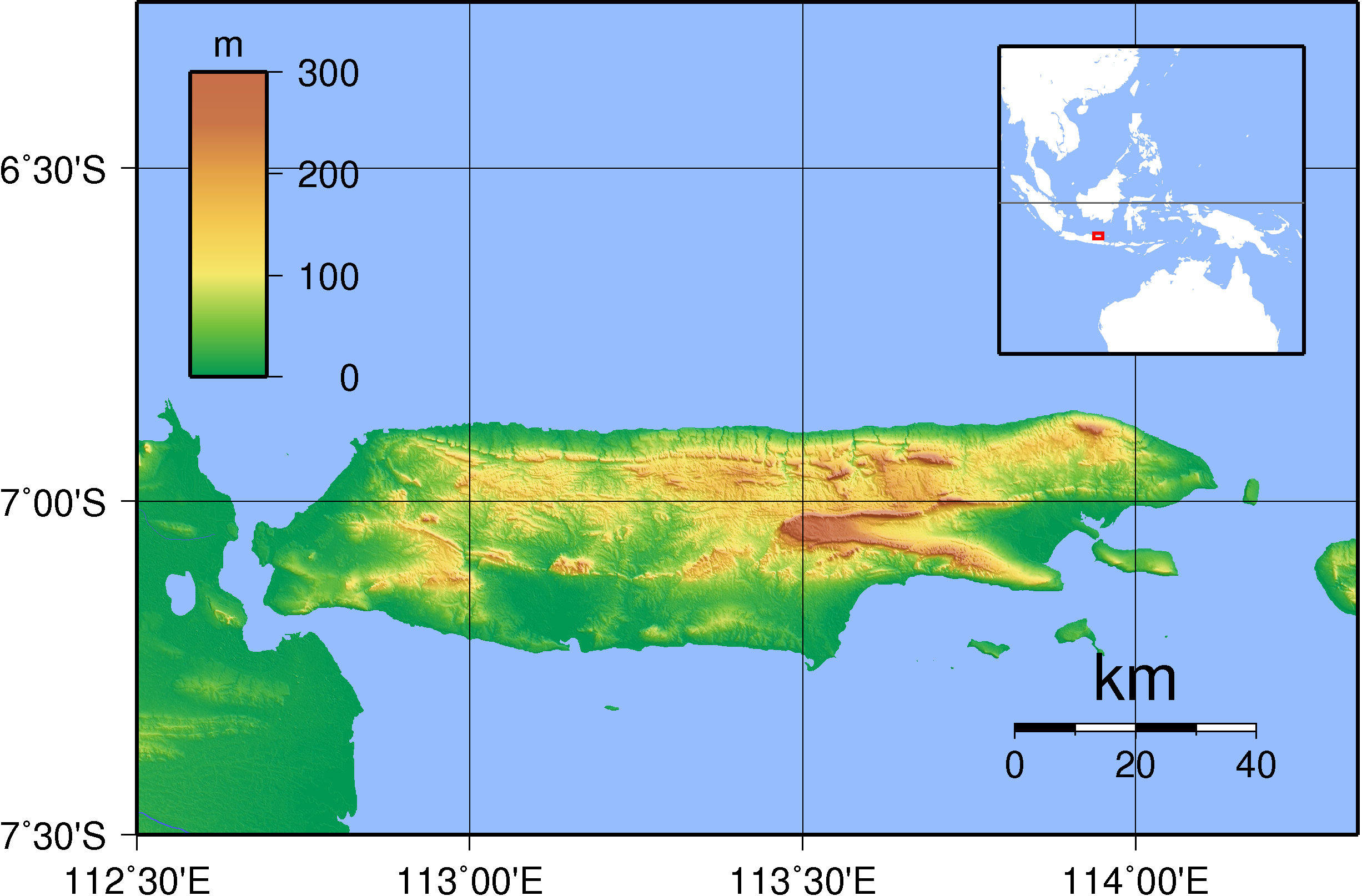
Фізична карта Мадури

### Географічне положення
Мадура лежить біля північно-східного берега більшого острова Ява, що належить до Великих Зондських островів Малайського архіпелагу. Омивається Яванським морем і морем Балі, які належать до басейну Тихого океану. Від Яви відділена Мадурською протокою, ширина якої в найвужчому місці становить близько 4 км. Від 2009 року ці два острови сполучені мостом Сурамаду.
Біля південно-східного узбережжя Мадури, у Яванському морі і Мадурській протоці, розсипані численні дрібніші острови — Камбінг, Сапуді, архіпелаг Кангеан та ін.
Площа Мадури становить близько 4 250 км². Вона витягнута майже строго із заходу на схід і має досить правильну довгасту форму. Берегова лінія переважно рівна, відносно сильно порізане лише південно-східне узбережжя. Максимальна довжина острова — близько 160 км, ширина — близько 40 км.

### Природні умови

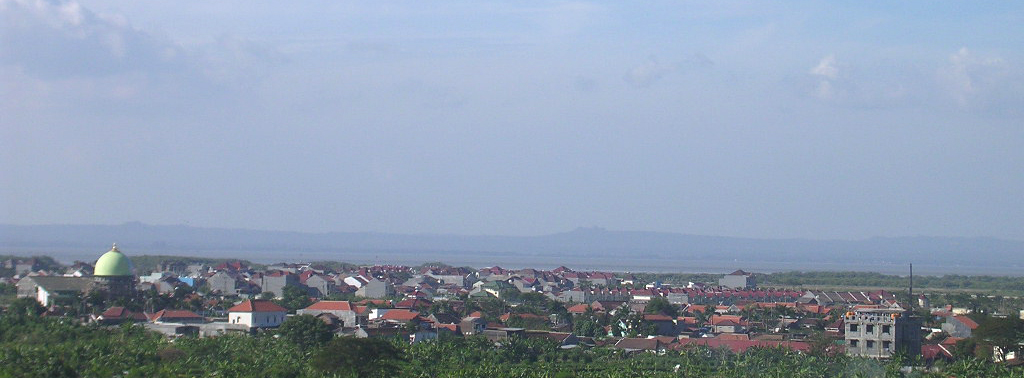
Краєвид острова з яванського міста Сурабая через Мадурську протоку

Рельєф Мадури переважно горбистий, на південному заході є досить велика низовина. Найбільш піднесеною є північно-східна частина острова. Максимальна висота над рівнем моря — 471 м — пагорб Тембуку (індонез. Gunung Tembuku). Острів складений головним чином із мергелів і вапняків, досить поширені карстові явища.
Клімат острова екваторіально-мусонний, дещо менш вологий в порівнянні з сусідньою Явою, однак загалом типовий для основної частини Індонезії. Сухий сезон, як і на більшості островів Малайського архіпелагу, триває з травня по жовтень, вологий — з листопада по квітень, найбільша кількість опадів випадає, як правило, у грудні-лютому. Середня кількість опадів — близько 1500 мм на рік. Температурні коливання досить незначні, середньорічний показник становить близько 27 °C.
Для південної частини острова характерна рослинність саванного типу. У центрі і на сході значні площі займають листяні тропічні ліси.

## Історія

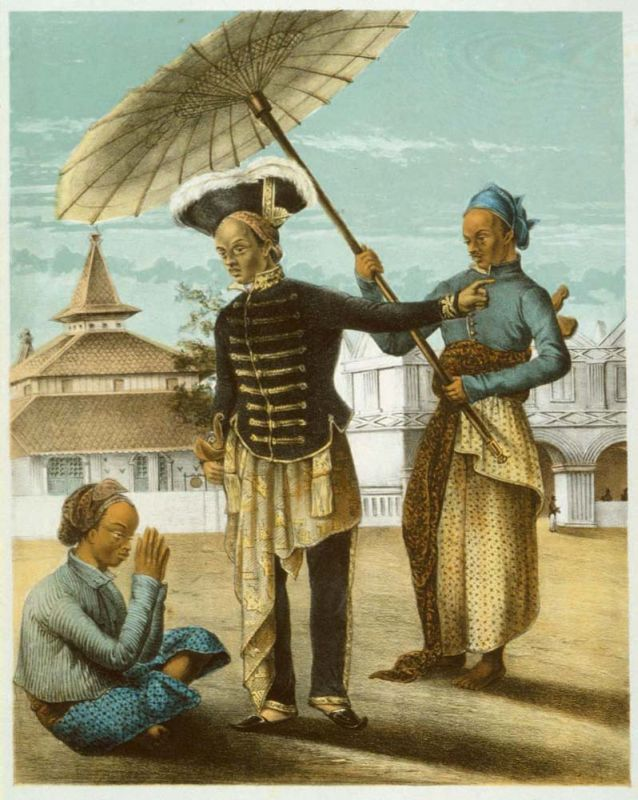
Представник мадурської князівської родини. Літографія XIX століття

Перші згадки про Мадуру містяться в яванській історичній поемі Нагаракертагама, що датована 1365 роком. Там вона фігурує як територія, що входить до складу імперії Маджапахіт, а до того перебувала під владою Кедірі і Сінгасарі — державних утворень, що існували, відповідно, в XI—XIII і в XIII століттях. При цьому, за відомостями автора поеми, Ява і Мадура в давнину нібито були єдиним островом, а Мадурська протока, яка їх роз'єднує, утворилася лише 202 року в результаті потужного землетрусу. Саме цим у Нагаракертагамі автор пояснює культурну спільність яванців і мадурців і їх позитивне ставлення один до одного.
Після розпаду Маджапахіту Мадура на якийсь час потрапила в залежність від султанату Демак, а після припинення його існування в 1548 році перебувала у васальних або коаліційних відносинах з містом-державою Сурабая. 1624 року острів після запеклого бою захопили війська держави Матарам, що стрімко зміцнювала тоді своє становище на Яві. Цікаво, що завоюванню Мадури матарамський султан Агунг надавав особливого значення з точки зору забезпечення свого регіонального впливу: саме після успіху мадурської експедиції він отримав верховний титул сусухунана, який вирізняв його з-поміж усіх суміжних володарів — султанів. При цьому, оскільки Агунг не був упевнений у можливості забезпечити покору з боку досить численного мадурського населення, то він наказав переселити близько 40 тис. остров'ян на східну Яву.

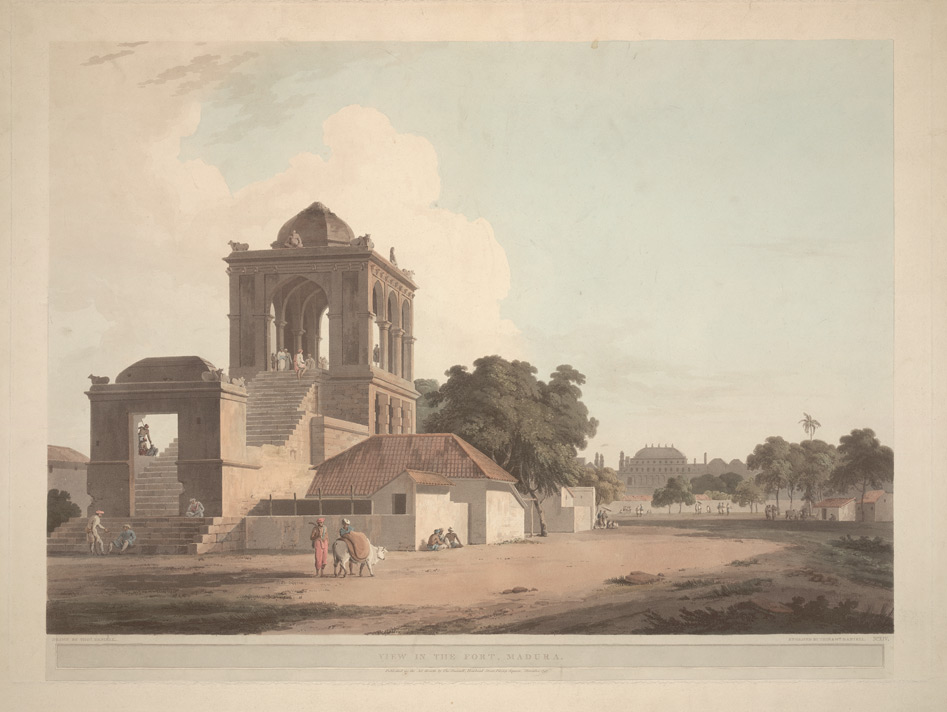
Нідерландський форт на Мадурі. Картина 1797 року

1705 року східну частину Мадури захопила Голландська Ост-Індійська компанія (НОІК), яка в попередні десятиліття вже встановила свій контроль над значними територіями сучасної Індонезії. На початку 1740-х років НОІК підтримала удільного князя західної частини Мадури Чакранінграта IV, підняв повстання проти матарамського сусухунана, і в 1743 році домоглися від останнього визнання свого суверенітету над усією територією острова. Не маючи тоді значних людських ресурсів і не вбачаючи в Мадурі з її неродючими ґрунтами істотної економічної цінності, голландці далеко не відразу приступили до активного освоєння острова. Довгий час фактично єдиним способом його експлуатації був примус місцевих жителів до переселення в інші райони колонії для роботи на плантаціях. Лише у другій половині XIX століття на Мадурі налагодили масштабний видобуток солі — острів став головним її джерелом для голландців, які монополізували право на торгівлю цим продуктом у своїх ост-індських володіннях.
Мадура увійшла до складу Індонезії практично відразу після проголошення незалежності цієї держави в серпні 1945 року. Індонезійський суверенітет над нею був підтверджений індонезійсько-нідерландською Лінгаджатською угодою 1946 року, проте після відновлення бойових дій в 1947 році голландці відновили контроль над островом і 1948 року створили на його території маріонеткову квазі-незалежну державу Мадуру. У листопаді 1949 року вона увійшла до складу Сполучених Штатів Індонезії, створених за підсумками Конференції круглого столу. Однак серед жителів острова були дуже сильні настрої на користь приєднання до Республіки Індонезії, і під впливом суспільного тиску в березні 1950 року керівництво цього державного утворення було змушене прийняти відповідне рішення. У Республіці Індонезії острів увійшов до складу провінції Східна Ява.

## Населення

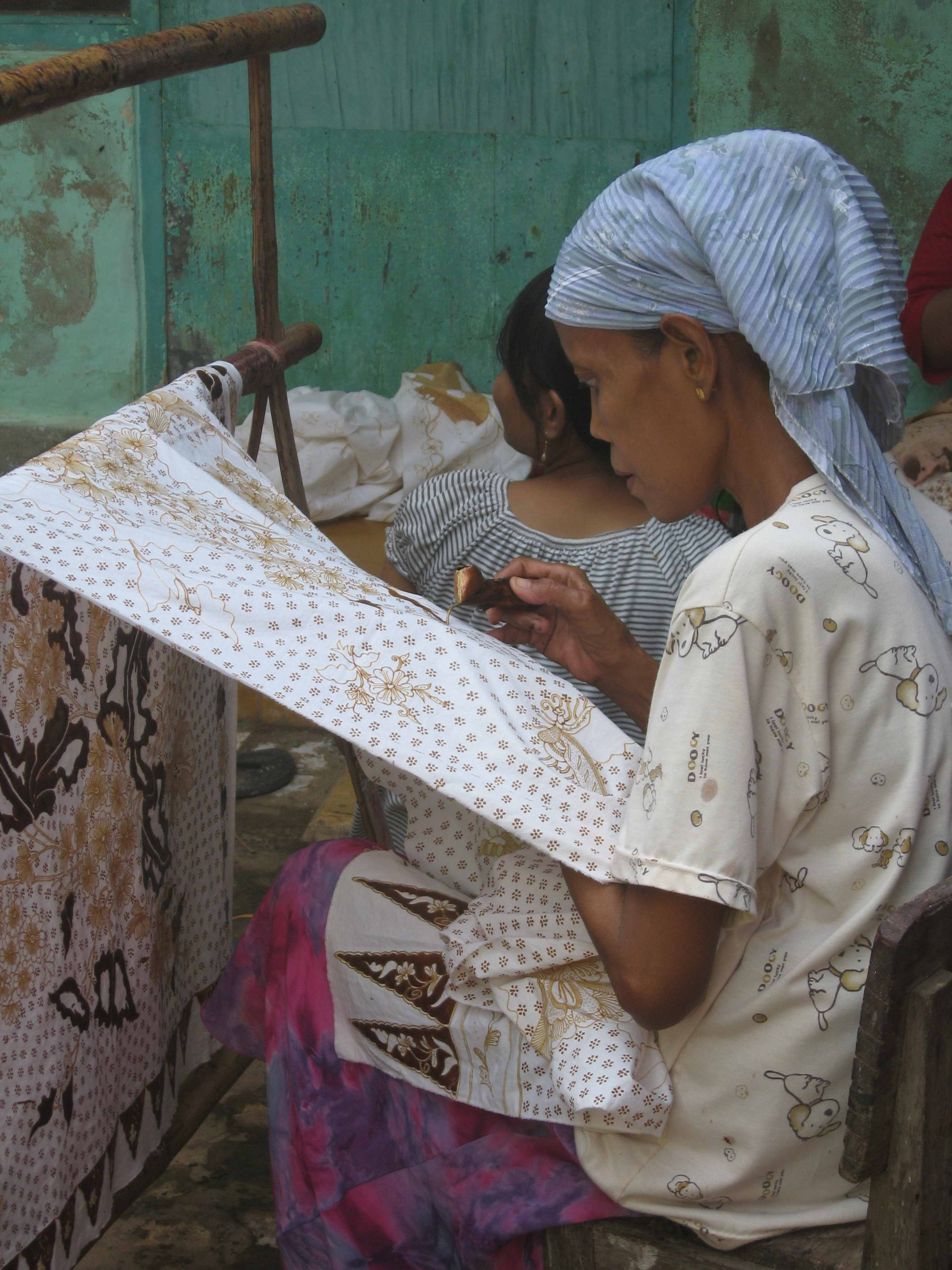
Мадурка в традиційному одязі під час виготовлення батіка

Точний підрахунок жителів Мадури досить проблематичний, оскільки профільні державні відомства Індонезії проводять облік населення не власне острова, а чотирьох мадурських округів, які, крім території самої Мадури, включають територію десятків довколишніх невеликих островів. За оцінкою Індонезійського статистичного агентства, чисельність населення «адміністративної» Мадури на станом на 2013 становила 3 739 614 осіб. З урахуванням відносно невеликого населення прилеглих острівців кількість жителів власне Мадури оцінюється приблизно в 3,6 млн осіб.
Більш як 90 % мадурського населення становлять корінні жителі — мадурці. На острові також проживають етнічні яванці та представники деяких інших корінних народностей Індонезії, а також незначна кількість осіб китайського і арабського походження.
Абсолютна більшість остров'ян сповідує іслам суннітської гілки. Характерно, що мадурці — на відміну від значної частини своїх індонезійських одновірців — мають репутацію вельми ревних прихильників ісламу. Велику роль у їх суспільному і духовному житті відіграють мусульманські богослови й традиційні релігійні школи — песантрени. Існує незначна кількість християн (як протестантів, так і католиків), буддистів то індуїстів, причому до цих конфесій належать переважно некорінні жителі острова, тоді як серед власне мадурців кількість немусульман не перевищує 0,3 %.
Більшість жителів острова вільно володіє індонезійською мовою, однак у повсякденному житті широко використовує мадурську мову, в рамках якої існує кілька діалектів.

## Економіка

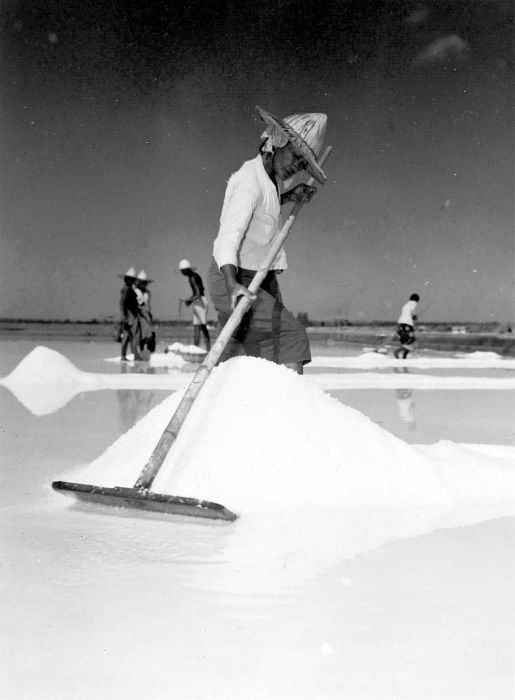
Видобуток солі на Мадурі за часів колоніалізму

Мадура завжди була одним із найбідніших регіонів Східної Яви через невисоку родючість місцевих ґрунтів, що ускладнює розвиток землеробства. Традиційне для більшої частини Індонезії рисівництво на острові поширене мало, основні культури — кукурудза, тютюн, маніок, гвоздика — вирощуються переважно для внутрішнього споживання. Основною галуззю сільського господарства тут є розведення великої рогатої худоби: за кілька століть на Мадурі вивели особливу місцеву породу худоби на основі гібридизації бантенга і зебу. Також вирощують кіз, коней і птицю, в тому числі бійцівські породи курей.
Серед ремесел істотне значення мають вироблення шкір, гончарне виробництво, виготовлення батику, ковальство, виготовлення човнів і невеликих суден. Промисловість розвинена досить слабко, головним чином на західному краю острова, зокрема — в Бангкалані. По суті, єдиним товаром, що вивозиться за межі острова, є сіль, видобуток якої тут розпочато ще в період голландської колонізації.
Низький рівень життя історично був причиною масового переїзду населення Мадури за межі острова, в тому числі в рамках масштабних трансміграційних програм, які здійснювалися як нідерландською колоніальною адміністрацією, так і владою незалежної Індонезії.
За задумом індонезійського уряду, прискоренню соціально-економічного розвитку Мадури повинне сприяти спорудження мосту Сурамаду, який з'єднав у червні 2009 року острів з Явою.

## Культура
З точки зору культури мадурці досить схожі на східних яванців — мають подібні до їхніх форми усної народної творчості, музики (зокрема, гамелан), танців, театру тіней ваянг.
Разом з тим, унікальною традицією остров'ян є перегони на биках, під час яких биків місцевої породи запрягають у легкі двоколісні коляски, а ними управляють візниці — зазвичай юнаки та підлітки. Ці змагання є свого роду «візитною карткою» Мадури, її головною туристичною пам'яткою. Заїзди проводяться щорічно в серпні-жовтні в різних населених пунктах, після чого їх переможці змагаються у фінальному турі, який традиційно проходить у Памекасані. До кінця 1980-х років популярність перегонів на биках виросла настільки, що переможцю памекасанських змагань стали вручати перехідний приз від імені президента Індонезії, а сцену з гонок зображувати на реверсі монети номіналом 100 індонезійських рупій, яку випускали в 1991 — 98 роках.
Ще однією особливою рисою остров'ян, що відрізняє їх від жителів інших районів Індонезії, є давня традиція вбивства як помсти за образу чи рішення побутового конфлікту, яку називають тут чарок (мад. carok, буквально - «бій честі»). Ця традиція, попри протидію влади збереглася до XXI століття. Цікаво, що приводом для чарок іноді може стати цілком незначна за звичайними мірками образа, наприклад, недостатньо ввічливе звернення в громадському місці. Знаряддям помсти практично завжди стає традиційний мадурський серп челуріт, який є найбільш поширеним селянським знаряддям серед остров'ян. У кожному з чотирьох округів острова щорічно відбувається кілька десятків випадків подібних вбивств або замахів на вбивство.